# Innatoss

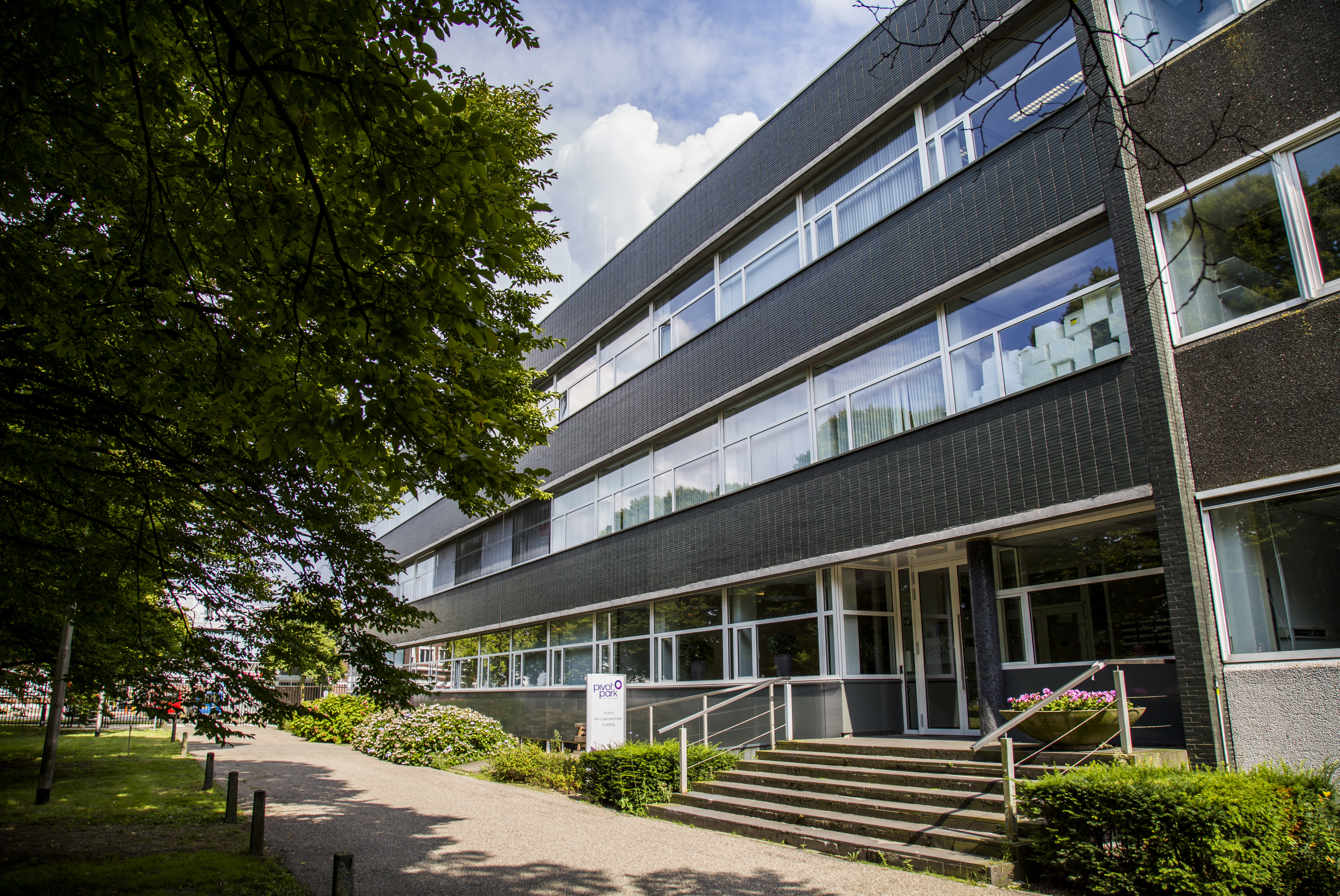
Het hoofdkantoor van Innatoss in Oss.

Innatoss is een onderzoekslaboratorium dat in 2012 is opgericht door dr. Anja Garritsen. Het bedrijf is gevestigd in Oss.

## Ontwikkelde testen
Het bedrijf is bezig met de ontwikkeling een test waarmee de ziekte van Lyme vroegtijdig opgespoord kan worden. De onderzoekers denken al na vier weken een resultaat te hebben. Huidige testen kijken vooral naar antistoffen, die bij de ziekte van Lyme pas laat opkomen. Bloedcellen reageren sneller en kunnen gebruikt worden in een vroege test.
Ook werkt het laboratorium aan een vaccin tegen de Q-koortsbacterie.

## Internationale samenwerkingen
Innatoss heeft samenwerkingen met Massachusetts General Hospital in de VS en de Medische Universiteit Wenen. Het werk op het gebied van de ziekte van Lyme heeft tot een 'Seal of Excellence' en een Horizon 2020-subsidie geleid vanuit de Europese Commissie. Binnen Nederland bestaan er samenwerkingen met onder meer het Radboudumc, Sanquin en met een aantal diagnostische laboratoria.